# راس فوربس
راس فوربس (انگلیسی: Ross Forbes؛ زادهٔ ۳ مارس ۱۹۸۹) بازیکن فوتبال اهل بریتانیا است.
از باشگاه‌هایی که در آن بازی کرده‌است می‌توان به باشگاه فوتبال پاتریک تیسل، باشگاه فوتبال دومبارتون، و باشگاه فوتبال مادرول اشاره کرد.